# Хидашели, Шалва Васильевич
Шалва Васильевич Хидашели (груз. შალვა ვასილის ძე ხიდაშელი; 1911—1994) — советский и грузинский учёный в области философии, доктор философских наук (1962), профессор (1967), академик АН Грузинской ССР (1988).

## Биография
Родился 31 мая 1911 года в Тбилиси.
С 1926 по 1931 год обучался на философском факультете Тбилисского государственного университета. С 1933 по 1936 год обучался в аспирантуре Московского институт философии, литературы и истории. С 1941 по 1945 год участник Великой Отечественной войны в составе 143-го армейского запасного стрелкового полка 1-й Ударной армии и 14-й особой бригады Закавказского фронта в качестве рядового, а после окончания военного училища командира миномётного взвода в звании младшего лейтенанта и лейтенанта.
С 1946 года на научно-исследовательской работе в Институте философии Академии наук Грузинской ССР в качестве старшего и ведущего научного сотрудника, с 1953 года — заведующий отделом истории философии, с 1967 года — заведующий отделом истории грузинской философии. Одновременно с научной занимался и педагогической работой в Тбилисском государственном университете в качестве профессора философского факультета

### Научно-педагогическая деятельность и вклад в науку
Основная научно-педагогическая деятельность Ш. В. Хидашели была связана с вопросами в области истории общей и грузинской философии, занимался исследованиями в области истории философии средних веков. 
В 1936 году защитил кандидатскую диссертацию, в 1962 году защитил докторскую диссертацию на соискание учёной степени доктор философских наук. В 1967 году ВАК СССР ему было присвоено учёное звание профессор. В 1967 году был избран член-корреспондентом, а в 1988 году — действительным членом АН Грузинской ССР.  Ш. В. Хидашели было написано более ста научных работ, в том числе монографий.

## Основные труды
- Основные направления общественной и философской мысли в феодальной Грузии. -  Тбилиси, 1952
- Из истории грузинской общественной и философской мысли. - Тбилиси, 1954
- Истории философии / Т. 1, М.: Наука, 1957
- Истории философии в СССР / Т. 1, М.: Наука, 1968
- Проблема сущего в философии Парменида. - Тбилиси, 1960
- История грузинской философии (IV-XIII вв.) / Шалва Хидашели; АН ГССР, Ин-т философии. - Тбилиси : Мецниереба, 1988. - 389 с.  ISBN 5-520-00218-5[3]

## Награды
- Орден Отечественной войны II степени (1945)[4]
- Медаль «За оборону Кавказа»
- Медаль «За победу над Германией в Великой Отечественной войне 1941—1945 гг.»